# جامعة باموق قلعة
جامعة باموق قلعة (بالإنجليزية: Pamukkale University)‏ هي جامعة عامة في تركيا تأسست عام 1992. تقع في مدينة دنيزلي.

## إحصائيات
يبلغ عدد طلاب الجامعة 31147 طالب.

## وصلات خارجية
- الموقع الإلكتروني